# Kirunai repülőtér
A Kirunai repülőtér (IATA: KRN, ICAO: ESNQ) Svédország egyik nemzetközi repülőtere, amely Kiruna közelében található. Éves utasforgalma 276 516 fő (2018).

## Futópályák
A repülőtér futópályái:
- 03/21 (2502 m, 45 m, aszfalt)

## Forgalom
Az utasforgalom az elmúlt években az alábbi módon változott:
| Utasok száma | 166 191 | 191 858 | 186 069 | 164 103 | 226 263 | 270 738 | 260 500 | 276 516 | 110 456 | 195 894 |
|              | 2005    | 2007    | 2009    | 2011    | 2013    | 2014    | 2016    | 2018    | 2020    | 2022    |